# مبدل‌های کروی
مبدل‌های حرارتی کروی از جمله تجهیزات نوین و پیشرفته در انتقال حرارت هستند که با طراحی خاص خود، نیازهای فضاهای محدود و محیط‌های صنعتی ویژه را به بهترین شکل پاسخ می‌دهند. این مبدل‌ها با ساختار کروی و افزایش سطح تماس، انتقال حرارت را بهینه می‌کنند و در نتیجه، در صنایع مختلف جایگاه ویژه‌ای یافته‌اند. 

## اصول طراحی و ساختار
مبدل‌های حرارتی کروی به گونه‌ای طراحی شده‌اند که از تعدادی کره‌های توخالی درون یک محفظه تشکیل می‌شوند. این طراحی خاص به سیالات اجازه می‌دهد تا یکی در داخل و دیگری در بیرون کره‌ها جریان پیدا کند، که باعث افزایش سطح تماس و بهبود انتقال حرارت می‌شود.

### اجزای اصلی
- کره‌های توخالی: این کره‌ها اغلب از جنس فولاد ضدزنگ و دیگر مواد مقاوم ساخته می‌شوند تا در برابر دما و شرایط خورنده محیط مقاوم باشند.
- محفظه بیرونی: محفظه‌ای که کره‌ها را در خود جای داده و مسیر جریان سیال دوم را تنظیم می‌کند. این محفظه امکان دسترسی به کره‌ها و جریان موثر سیال را فراهم می‌آورد.

## مکانیزم عملکرد: افزایش بازده حرارتی
عملکرد این مبدل‌ها بر اساس جریان دوگانه سیال تنظیم شده است. با حرکت یک سیال در داخل کره‌ها و سیال دیگر در اطراف آن‌ها، انتقال حرارت از طریق دیواره‌های نازک و متلاطم کره‌ها به صورت بهینه انجام می‌شود. این جریان دوگانه به افزایش مدت زمان تماس و بهره‌وری حرارتی کمک می‌کند.
- جریان سیال: سیالات گرم و سرد به صورت معکوس یا موازی حرکت می‌کنند، که این جریان تنظیم‌شده باعث می‌شود تا حرارت به صورت یکنواخت و مؤثر انتقال یابد.
- انتقال حرارت پیشرفته: دیواره‌های کروی که به صورت متلاطم جریان سیال را عبور می‌دهند، سطح تماس زیادی فراهم کرده و در نتیجه انتقال حرارت را بهینه می‌کنند.

## ویژگی‌ها و نکات فنی

### مزایای کاربردی
مبدل‌های حرارتی کروی دارای چندین ویژگی برجسته هستند که آن‌ها را از سایر مبدل‌ها متمایز می‌کند:
1. افزایش بازده حرارتی: سطح تماس بیشتر باعث می‌شود که این مبدل‌ها انتقال حرارت بسیار موثری داشته باشند.
2. طراحی فشرده: با توجه به ساختار فشرده، این مبدل‌ها برای فضاهای کوچک و محیط‌های محدود ایده‌آل هستند.
3. کاهش افت فشار: جریان متلاطم و طراحی بهینه به کاهش افت فشار و افزایش کارایی کمک می‌کند.

### محدودیت‌ها و چالش‌ها
با این حال، این مبدل‌ها دارای برخی محدودیت‌ها هستند که باید در نظر گرفته شوند:
- پیچیدگی در ساخت و تولید: فرآیندهای پیچیده‌ای برای تولید و مونتاژ این مبدل‌ها لازم است، که ممکن است هزینه ساخت آن‌ها را افزایش دهد.
- قیمت بالا: به دلیل استفاده از مواد مقاوم و فرآیندهای خاص، هزینه تولید این مبدل‌ها بیشتر از سایر مدل‌ها است.

## کاربردها: جایگاه ویژه در صنایع
این نوع مبدل حرارتی به دلیل عملکرد بالا و صرفه‌جویی در فضا در صنایع مختلفی از جمله نفت و گاز، پتروشیمی، صنایع غذایی، و دیگر فرآیندهای صنعتی مورد استفاده قرار می‌گیرد. ساختار منحصر به فرد مبدل‌های کروی آن‌ها را برای کاربردهایی که نیازمند بازده حرارتی بالا و فضای کم هستند، ایده‌آل ساخته است.

### مقایسه با سایر انواع مبدل‌های حرارتی
در مقایسه با مبدل‌های حرارتی پوسته و لوله‌ای و مبدل‌های حرارتی صفحه‌ای، مبدل‌های حرارتی کروی عملکرد متفاوت و ویژگی‌های خاصی دارند:
- مبدل‌های پوسته و لوله: این نوع مبدل برای دما و فشارهای بالا مناسب است، اما نیاز به فضای بزرگی برای نصب دارد.
- مبدل‌های صفحه‌ای: بازده حرارتی بالایی دارد و فضای کمتری اشغال می‌کند، اما حساسیت بیشتری نسبت به فشار و دماهای بالا دارد.
- مبدل‌های کروی: با سطح تماس بالا و بهره‌وری فضایی، بازده حرارتی بالایی ارائه می‌دهند، اما هزینه و پیچیدگی تولید آن‌ها بیشتر است.

### اصول طراحی بهینه‌سازی
طراحی بهینه مبدل حرارتی کروی نیازمند توجه به چندین عامل کلیدی است:
- انتخاب مواد مقاوم: بسته به نوع سیال و دمای فرآیند، مواد مقاوم به خوردگی و دمای بالا باید استفاده شوند.
- تعداد و اندازه کره‌ها: این پارامترها باید به نحوی تنظیم شوند که حداکثر انتقال حرارت و حداقل افت فشار حاصل شود.
- جریان سیالات: جریان دوگانه باید به دقت تنظیم شود تا بازده حرارتی مطلوب فراهم گردد.
- سهولت نگهداری: طراحی باید به نحوی باشد که مبدل به آسانی تمیز و نگهداری شود تا عمر مفید آن افزایش یابد.

مبدل‌های حرارتی کروی به دلیل طراحی خاص و عملکرد بهینه خود، راه‌حلی کارآمد برای انتقال حرارت در بسیاری از صنایع به شمار می‌روند. این مبدل‌ها با ارائه کارایی بالا و استفاده بهینه از فضا، می‌توانند به نیازهای متنوع صنعتی پاسخ دهند و گزینه مناسبی برای کاربردهای حرارتی با فضای محدود باشند. 